# Troglohyphantes juris
Troglohyphantes juris là một loài nhện trong họ Linyphiidae.
Loài này thuộc chi Troglohyphantes. Troglohyphantes juris được Konrad Thaler miêu tả năm 1982.